# Conseil principal
Dans la législation de gouvernement local en Angleterre et au pays de Galles, un conseil principal (principal council en anglais et prif gyngor en gallois) est une notion juridique conférée à une autorité locale administrant une zone principale.
Elle s’oppose aux concepts de conseils de paroisse en Angleterre et de conseils de communauté au pays de Galles, autorités de gouvernement local de rang inférieur.

## Angleterre
Le Local Government Act 1972 introduit en Angleterre la notion de « conseil principal » (principal council en anglais), décrit comme un conseil élu pour une zone principale, c’est-à-dire, un comté, un district, le Grand-Londres ou un borough de Londres. Le Local Government Act 1992, sans modifier la caractérisation du conseil principal, redéfinit la notion de zone principale, qui inclut désormais tout comté non métropolitain, tout district et tout borough de Londres,.

## Pays de Galles
Pour le pays de Galles, le Local Government (Wales) Act 1994 introduit la notion de conseil principal, opposée à celle de conseil de communauté. Elle concerne tout comté et tout borough de comté créés par la loi de 1994 et légalement qualifiés de zones principales.